# Màscara quirúrgica
Una màscara quirúrgica, màsquera quirúrgica, masquereta o tapaboca és un tipus de màscara utilitzada principalment per cirurgians i professionals de la salut per tal de contindre els bacteris provinents del nas i la boca de qui els porta. Les màscares quirúrgiques també són utilitzades per persones en espais públics davant brots o epidèmies de malalties transmeses per via respiratòria, o bé quan l'aire d'un determinat lloc està contaminat. No estan dissenyades per protegir el portador de la inhalació de bacteris o partícules de virus a l'aire i són menys efectives que les màscares N95 o FFP, que proporcionen una millor protecció pel seu material, forma i tancament hermètic.
Les màscares quirúrgiques s'utilitzen com a complement d'ús diari a països d'Àsia oriental com Xina, Japó i Corea del Sud, per reduir la possibilitat de propagar malalties i evitar la respiració de partícules de pols generades per la contaminació de l'aire.

## Definició

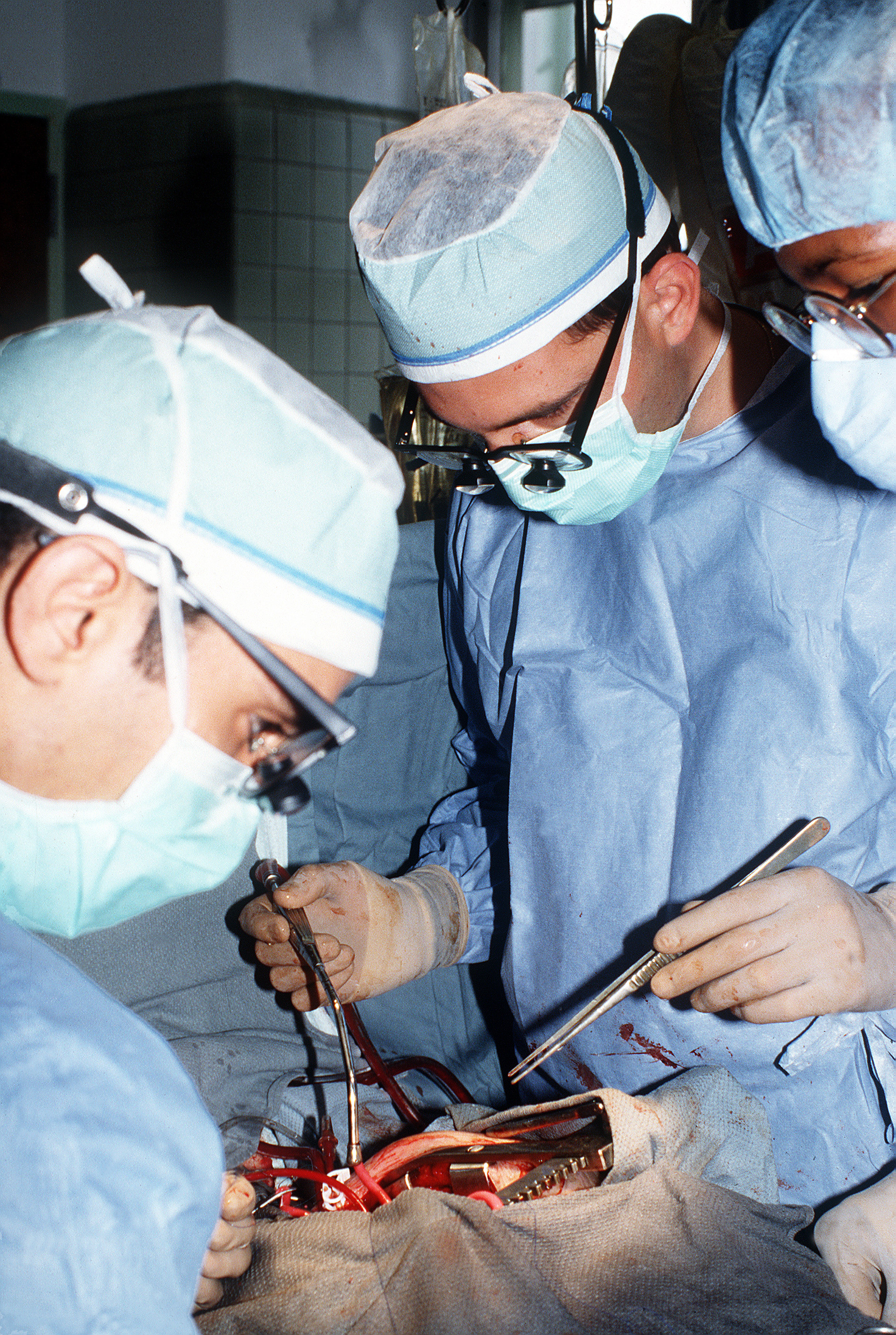
Tres cirurgians operant amb màscares quirúrgiques.

Una màscara quirúrgica està destinada a ser portada pels professionals de la salut durant la cirurgia i determinats procediments assistencials per mantindre aïllats els microorganismes vessats en gotes i aerosols líquids de la boca i del nas del portador. El primer ús registrat va ser del cirurgià francès Paul Berger durant una operació el 1897 a París. Les màscares quirúrgiques modernes estan fetes de paper o d'un altre material no teixit i s'han de rebutjar després de cada ús.
No s'ha de confondre una màscara quirúrgica amb una màscara protectora autofiltrant i no està certificada com a tal. Les màscares quirúrgiques no estan dissenyades per protegir l'usuari d'inhalar les partícules; poden atrapar algunes però són poc efectives, ja que no estan dissenyades per a aquell propòsit.
Existeixen altres màscares protectores per a altres usos, com contra la contaminació, o en altres àmbits industrials i professionals. Les màscares tenen un diferent grau de protecció depenent de la mida de les partícules i de el tipus de tòxic.

## Ús

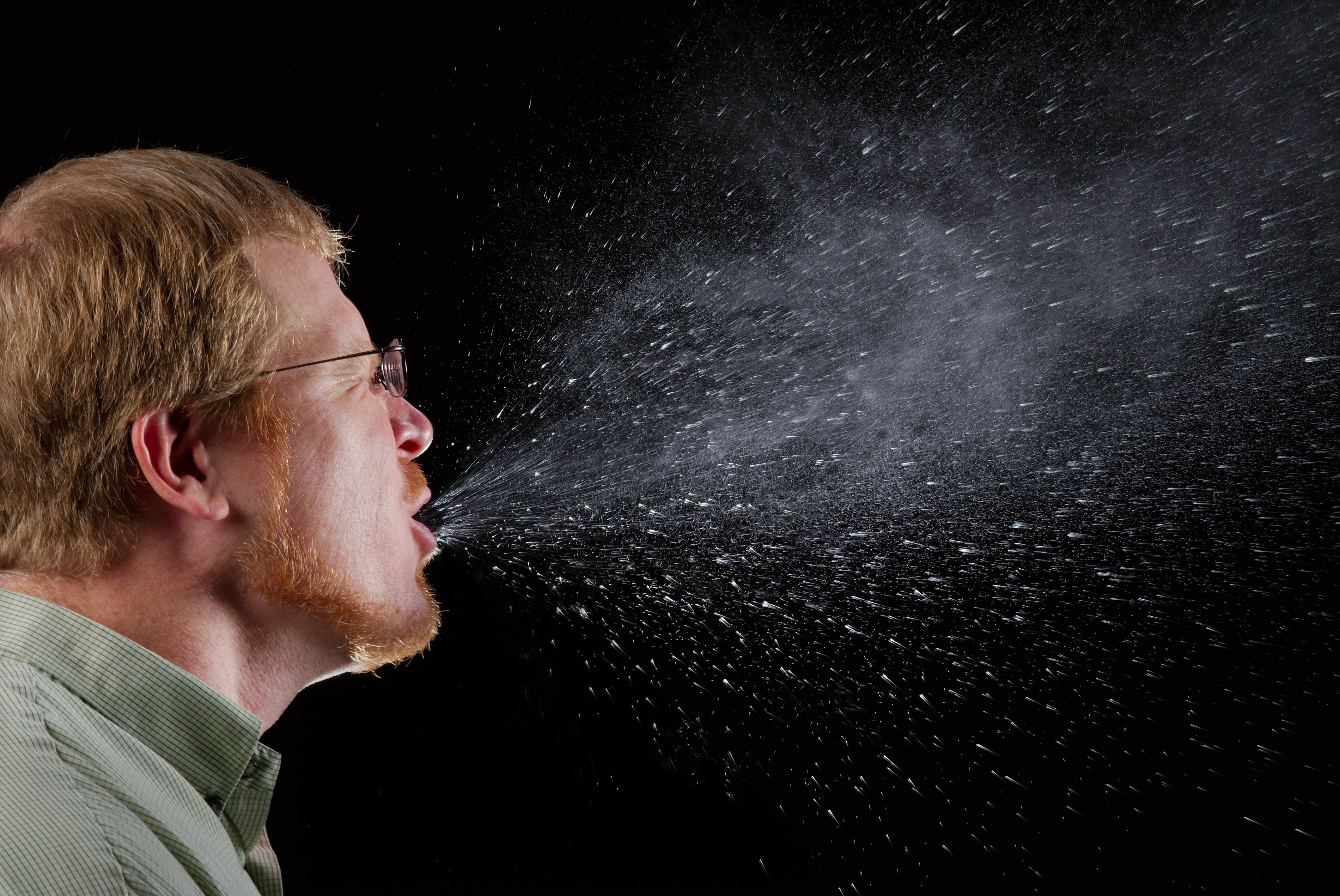
Sense màscares quirúrgiques, les malalties aèries són més propenses a ser transferides per gotetes respiratòries.

### Els treballadors sanitaris
Hi ha evidència científica de l'efectivitat de les màscares quirúrgiques en la reducció del risc d'infecció. Quan són utilitzades per personal no mèdic, s'han d'acoblar amb especial cura per a evitar un contacte proper i mantindre una bona higiene de les mans per a reduir el risc de patir la grip segons van recomanar els Centres per al Control i la Prevenció de Malalties (CDC) dels Estats Units durant el brot de grip porcina del 2009.
Per als treballadors sanitaris, les directrius de seguretat recomanen portar una màscara respiradora ajustada a la norma nord-americana NIOSH N95 o a la norma europea EN 149 FFP3, per a reduir l'exposició de qui el porta a fluids potencialment infecciosos.

### Personal no sanitari

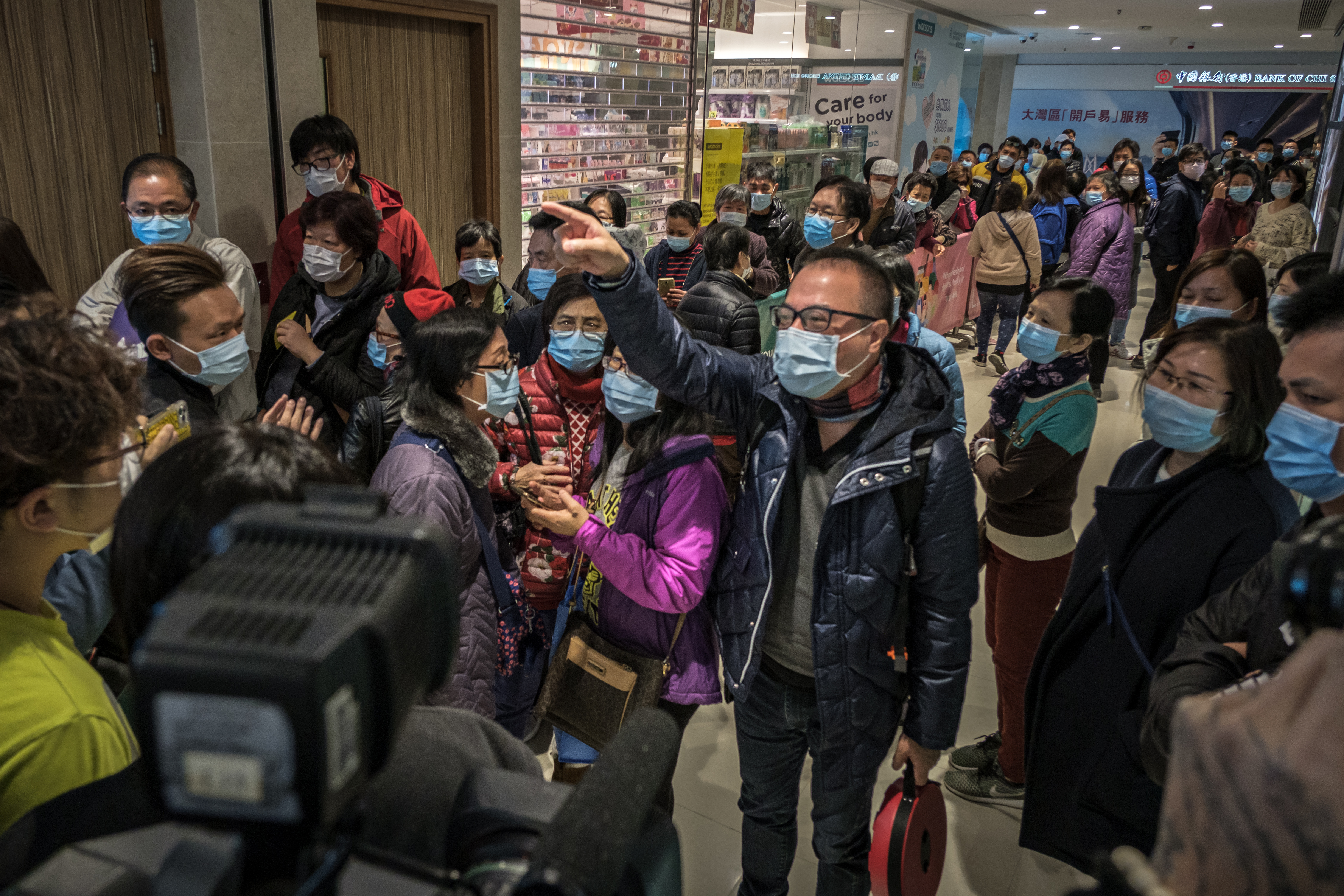
Persones amb màscares quirúrgiques durant el brot de coronavirus 2019-2020 a Hong Kong.

A països com Japó és freqüent portar una màscara facial en època de grip per a evitar infectar a altres o ser infectat en entorns públics. Al Japó i Taiwan, és habitual trobar-se màscares utilitzades durant la temporada de grip, ja que la gent les utilitza a diari com a mostra de la consideració dels altres i de la responsabilitat social. Més recentment, a causa del nombre creixent de smog al sud i sud-est d'Àsia, les màscares quirúrgiques i les màscares filtradores d'aire s'utilitzen freqüentment a les grans ciutats d'Índia, Nepal, Tailàndia o Singapur quan la qualitat de l'aire es deteriora fins a nivells tòxics. Tot i això, també es pot utilitzar per a al·lèrgies, per evitar parlar amb desconeguts o, fins i tot, com una manera de no haver de maquillar-se en eixir al carrer. Les màscares quirúrgiques de filtratge d'aire són populars a tota Àsia fins al punt que moltes empreses han llançat màscares que no només impedeixen la respiració de partícules de pols a l'aire, sinó que també tenen dissenys a la moda.
En el cas de la Xina, les màscares es van introduir al país a inicis del segle xx per a ús sanitari. El primer disseny popularitzat al país va ser el de Wu Lien-teh, qui va crear un tipus de màscara barat per a ús diari durant la pesta manxuriana (1910-11). Aquell tipus de màscara va ser popularitzat entre la població civil en diferents casos d'epidèmies ocorregudes durant la República de la Xina i la República Popular. Ja el 1929 eren utilitzades com a complement de moda a Xangai, sent usades per celebritats a diferents esdeveniments. El disseny, fet de cotó, va mostrar-se insuficient arran de l'epidèmia de SARS el 2003.
També s'han utilitzat per a ocultar la identitat del portador. A les protestes de Hong Kong de 2019-2020, alguns manifestants van portar màscares quirúrgiques (entre d'altres tipus) per evitar el reconeixement facial, fet pel qual el govern va intentar infructuosament prohibir-ne l'ús.